# Morgan (pasmina konja)
Morgan konj je jedna od najranijih rasa konja razvijenih u Sjedinjenim Državama. Ova rasa vodi poreklo od osnivačkog pastuva, kasnije nazvanog Džastin Morgan po svom dobro poznatom vlasniku. Morgani su igrali brojne uloge u američkoj istoriji 19. veka. Oni su se koristili kao konji za kočije i za trke čeza, kao opšte životinje za jahanje i kao konji konjice tokom Američkog građanskog rata na obe strane sukoba. Morgani su uticali na ostale velike američke rase, uključujući američkog kvartalnog konja, tenesijskog hodnog i standardbrednog konja. Tokom 19. i 20. veka, oni su izvoženi u druge zemlje, uključujući Englesku, gde je pastuv Morgan uticao na uzgoj Hekni konja. Godine 1907, Ministarstvo poljoprivrede SAD osnovalo je SAD farmu Morgan konja u blizini Midlberija u Vermontu, u svrhu održavanja i poboljšanja Morganove pasmine. Farma je kasnije preneta na Univerzitet u Vermontu. Prvi registar pasmine osnovan je 1909. godine i od tada su se razvile mnoge organizacije u SAD-u, Evropi i Okeaniji. Procenjuje se da je širom sveta bilo preko 175 000 Morgan konja 2005. godine.
Morgan je kompaktna, rafinirana pasmina, uglavnom doratne, crne ili kestenjaste boje, mada se javljaju u mnogim bojama dlake, uključujući nekoliko varijacija pinta. Korištena u engleskim i vestern disciplinama, ova pasmina je poznata po svojoj svestranosti. Morgan je državna životinja iz Vermonta i državni konj iz Masačusetsa i državni sisar iz Roud Ajlanda. Popularni dečji autori, uključujući Margerit Henri i Elen Feld, portretisali su ovu rasu u svojim knjigama; Henrijev Džastin Morgan je imao konja kasnije je snimljen u Diznijevom filmu.

## Karakteristike rase
Zvanično postoji jedna standardna pasmina za tip konja Morgan, nezavisno od discipline ili krvne linije pojedinog konja. Kompaktan i rafiniran u građi, Morgan ima snažne noge, izražajnu glavu s pravim ili blago konveksnim profilom i širokim čelom; velike, istaknute oči; dobro definirane grbati, ležerne plećke, i uspravni, lepo zasvođeni vrat. Leđa su kratka, a zadnji deo vrata je snažno mišićav, sa dugom i snažnom mišićavom zadnjicom. Rep je pričvršćen visoko i nošen je graciozno i ravno. Konji rase Morgan imaju snažnu, moćnu figuru, i rasa je poznata po svojim malim zahtevima održavanja. Visinski standard za rasu kreće se od 14,1 do 15,2 šake (57 do 62 inča, 145 do 157 cm), pri čemu su neke jedinke iznad i ispod opsega.
Kretanja, a posebno kas, su „animirana, elastična, pravilna i sabrana”, sa uravnoteženim prednjim i zadnjim nogama. Neki od Morgana imaju sposobnost srednjeg kasa, što znači da mogu da kreću srednjom brzinom, pored kasa, kao što su vratni, lisičiji kas ili korak. Konjička federacija Sjedinjenih Država navodi da je „Morgan prepoznatljiv po svojoj izdržljivosti i energičnosti, ličnosti i voljnosti, te snažnom prirodnom načinu kretanja.” Ova pasmina ima reputaciju po inteligenciji, hrabrosti i dobroj naravi. Registrovani Morgani dolaze u raznim bojama iako su najčešće dorati, vranci i kestenaste boje. Manje uobičajene boje uključuju sivu, crvenkastosivu, sivosmeđu, srebrno išaranu i kremne nijanse kao što su palomino, jelenska koža, kremelo i perlino. Pored toga, prepoznata su i tri pinto obrasca boja: sabino, okvirno overo i prskano beo. Kod Morgana nije primećen tobijano obrazac.
U pasmi Morgan identifikovana je jedna genetska bolest. To je miopatija skladištenje polisaharida tipa 1, autosomno dominantno oboljenje mišića koje se nalazi uglavnom kod rančerskih konja i vučnih pasmina, što je uzrokovano misens mutacijom u genu GIS1. Morgani su jedna od preko deset pasmina za koje je utvrđeno da imaju alel za ovo stanje, mada je njegova prevalencija kod Morgana prilično niska u poređenju sa rančerskim i vučnim pasminama. U jednoj studiji, manje od jednog procenta nasumično testiranih Morgana nosilo je alel za ovo stanje, što je bio jedan od najnižih procenata među pasminama u toj studiji.
Dva gena boje dlake pronađena kod Morgana su takođe povezana sa genetskim poremećajima. Jedna je genetski okularni sindrom višestrukih kongenitalnih očnih anomalija (MCOA), koja je originalno nazivan disgeneza prednjeg segmenta kopitara (ASD). MCOA je karakterisan nenormalnim razvojem pojedinih očnih tkiva, što uzrokuje kompromitovan vid, mada uglavnom blagog oblika; bolest nije progresivna. Genetske studije su pokazale da je usko vezan za gen srebrne pegavosti. Mali broj Morgana nosi alel srebrne išaranosti, koji izaziva ciste, mada ne i uočljive probleme sa vidom ako je konj heterozigotan, dok kod homozigotnih jedinki može da izazove probleme sa vidom. Postoji i mogućnost letalnog belog sindroma, smrtne bolesti koja se opaža kod ždrebica koje su homozigotne za okvirni overo gen. Trenutno postoji jedna kobila u pasmini Morgan, koja je proizvela potomstvo sa zdravim heterozigotnim genom okvirnog overa. Američko udruženje konja Morgan zagovara genetičko testiranje kako bi se identifikovali nosioci ove genetike, i savetuje vlasnike da izbegavaju ukrštanje konja koji su međusobno heterozigotni za okvirni overo gen.

## Istorija pasmine

### Džastin Morgan
Svi Morgani vode trag do jednog fondacijskog oca, pastuva po imenu Figura, koji je rođen u Vest Springfildu u Masačusetsu 1789. godine. Godine 1792, dat je čoveku po imenu Džastin Morgan kao naplata duga. Konj je kasnije postao identifikovan po imenu ovog vlasnika, i „konj Džastina Morgana” je evoluirao u ime rase. Međutim, konj je možda zapravo rođen 7 milja od kanadske granice u Vermontu, gde ga je Džastin Morgan pronašao. Smatra se da je Figura imao visinu od oko 14 ruku (56 inča, 142 cm) i da je težio oko 1.000 lb (450 kg). On je bio poznat po svojoj prepotentnosti, prenoseći svoj prepoznatljiv izgled, konformaciju, temperament i atletizam. Njegov tačan rodoslov je nepoznat, iako su uloženi veliki napori da se otkrije njegovo roditeljstvo. Jedan istoričar napominje da bi zapisi o mogućnosti da je njegov otac čistokrvni konj po imenu Lepi Bej „popunili 41 detektivski roman i prijavu za članstvo u Klubu lažova.” Godine 1821, Figuru je udario drugi konj i kasnije je umro od zadobijenih povreda. Sahranjen je u Tanbridžu, Vermont.

### Razvoj pasmine
U 19. veku, Morgani su bili priznati po svojim upotrebnim sposobnostima. Korišćeni su u velikoj meri za trke zapregama, kao i za vučnje kočija, zbog brzine i izdržljivosti ove rase. Korišćeni su i kao konji za čuvanje stoke i za opšte jahanje, kao i za laku vožnju. Rudari u kalifornijskoj zlatnoj groznici (1848—1855) koristili su ovu rasu, kao i vojska tokom i nakon Američkog građanskog rata za jahanje i zapregu konja.
Morgan kasački pastuv Šepherd F. Nap je izvezen u Englesku 1860-ih, gde je njegova sposobnost kasa uticala na uzgoj Hakni konja. Tokom ovog perioda, brojne Morgan kobile su dovedene na zapad i integrisane u teksaška stada konja, što je uticalo na razvoj rase američkog kvartalnog konja. Morgan konj je takođe bio predak misurijskog lisičjeg kasača. Do 1870-ih, međutim, konji sa dužim nogama su ušli u modu, a Morgan konji su ukršteni sa konjima drugih rasa. Ovo je dovelo do virtuelnog nestanka originalnog stila Morgan, iako je mali broj njih ostao u izolovanim oblastima.
Danijel Čipman Linsli, rodom iz Midlberija u Vermontu, sastavio je knjigu o pastuvima za uzgoj Morgana, objavljenu 1857. Pukovnik Džozef Batel, takođe rodom iz Midlberija, u Vermontu, objavio je prvi tom Morganovog registra konja 1894. godine, obeležavajući početak formalni registara pasmine. Godine 1907, Ministarstvo poljoprivrede SAD je osnovalo farmu Morgan konja u Vejbridžu u Vermontu na zemljištu koje je donirao Batel u svrhu održavanja i unapređenja Morgan rase. Program uzgoja je imao za cilj da proizvede konje koji su zdravi, čvrsti, dobro trenirani i sposobni da se dobro ponašaju bilo pod sedlom ili u zaprezi. Godine 1951, farma konja Morgan je prebačena sa USDA na Poljoprivredni koledž Vermonta (sada Univerzitet u Vermontu).

## Literatura
- Mellin, Jeanne (1986), The Complete Morgan Horse, S. Greene Press (Viking/Penguin Imprint),  0828905908
- Morgan, W. Robert (1987), The Morgan Horse of the West, Vantage Press,  0533071100
- Spencer, Sally (1994), The Morgan Horse, J.A. Allen,  0851315992